# Qaràqux
|  | Per a altres significats, vegeu «Baha-ad-Din Qaràqux». |

Xàraf-ad-Din al-Armaní al-Mudhaffarí an-Nassirí al-Taqawí al-Ghuzzí, més conegut com a Qaràqux (àrab: قراقوش, Qarāqūx), fou un mameluc armeni d'al-Mudhàffar I Taqí-d-Din, nebot de Saladí i príncep d'Hamat (1171-1191). Al-Mudhàffar volia conquerir Ifríqiya on els almohades estaven establint el seu poder, però per qüestions polítiques va haver de renunciar a fer-ho en persona i va enviar al seu mameluc Qaràqux al seu lloc (segurament amb coneixement i aprovació de Saladí). El 1172 Qaràqux va arribar a Tripolitana i va fer incursions a la ciutat de Barca, Trípoli de Líbia i Awdjila, però va tornar al Caire i fou empresonat.
No va durar gaire temps aquest empresonament doncs el 1176 tornà a la Tripolitana amb un contingent de turcs oghuz, i feia noves expedicions; va ocupar l'est i el sud del país (fins al Fezzan) obtenint el suport dels beduïns Banu Sulaym i els Banu Hilal amb l'ajut dels quals es va apoderar de Trípoli. Fou llavors (vers 1177) que se li va unir el sihladar de Taki al-Din. Va fer aliança (1185) amb els Banu Ghaniya d'Alí Ibn Ghaniya, que s'havien apoderat d'una part de l'Ifríqiya. Els dos homes es van aliar i els almoràvits, els oghuz, i els àrabs Banu Hilal i Banu Sulaym, van iniciar una campanya a Ifríqiya que van assolar durant un temps (1186-1187). Qaràqux va dominar Djebel Nafusa i Gabès. Alí i els seus aliats van atacar Mahdia i Tunis que no van poder ocupar, i poc després va arribar un exèrcit almohade dirigit pel mateix califa Yakub al-Mansur, i Alí es va retirar cap al Djarid on fou perseguit per sis mil cavallers del califa; va aconseguir sobre aquests una gran victòria a la plana d'al-Umra el 24 de juny de 1187. Qaràqux que era a Gafsa va fer matar tots els soldats almohades que van arribar fins allí després de la derrota.
Yakub va agafar la direcció de les seves forces i va derrotar a Alí a al-Hamma prop de Gabes (14 d'octubre de 1187), reconquerint Tozeur i Gafsa (1188); les muralles d'aquests ciutats foren arrasades. Alí i Qaràqux van fugir al desert al Fezzan; els oghuz de Qaràqux capturats a Gabès foren enviats pel califa a Marràqueix i més tard quan es va rendir Gafsa el contingent oghuz de la ciutat va seguir el mateix camí.
Quan Yakub al-Mansur va abandonar la zona, Alí i Qaràqux van tornar a Ifríqiya, reagrupant als seus partidaris i reprenent la campanya de saqueig del país. Alí va morir el 1188 i el va succeir el seu germà Yahya ibn Ishaq.
Yahya es va distanciar de Qaràqux per la seva posició ambigua amb els almohades (és possible que ja el 1187 Qaràqux hagués intentat fer submissió a Yakub) i per la seva intolerància als elements àrabs; a més Saladí necessitava el suport almohade contra els francs (1189). La situació en aquests anys és incerta; una sèrie de cartes semblen suggerir que Trípoli (on romania el sihladar) va caure en poder dels almohades, sembla que per submissió de Qaràqux (que hauria entregat al sihladar) seguint ordes de Saladí el 1189 (no és clar si el sihladar fou entregat per Qaràqux al governador de Tunis o fou capturat a Trípoli i enviat a Marràqueix). En una carta al califa del setembre de 1190 Saladí condemnava l'actuació de Qaràqux i del sihladar. Durant un temps Qaràqux va estar més o menys retingut pel governador de Tunis però finalment es va escapar i va reconquerir Gabès amb l'ajut dels beduïns (1191).
L'almoràvit Yahya va atacar per dues vegades Constantina sent ambdues rebutjat i es va retirar altre cop al desert on es va reunir novament amb Qaràqux i els seus mercenaris oghuz. L'aliança es va refer; Yahya dominava el Djarid i Qaràqux Gabès i Trípoli i van fer diverses incursions a Ifríqiya. L'aliança es va trencar novament el 1195 i Yahya va ocupar Gabès i va atacar Trípoli. Qaràqux va deixar a Trípoli al seu lloctinent Yakut i va fugir al Waddan, al sud de la Tripolitana. Yahya, mercès a l'ajut dels àrabs Banu Sulaym, es va apoderar finalment també de Trípoli de Líbia.
Després d'uns anys lluitant a Ifríqiya, Yahya fou finalment derrotat i va ha fugir al Waddan (1209). Allí va trobar a Qaràqux i després d'un temps de lluita el va assetjar i Qaràqux es va haver de rendir i Yahya el va fer executar junt amb un dels seus fills i va ocupar el seu lloc (1012).
Un fill seu va servir a l'emir hàfsida Abd-Al·lah Muhàmmad I al-Mustànsir (1249-1277) i el va trair, fugint al Waddan on va ser mort per orde del rei de l'Imperi de Kanem.